# Morderczy przyjaciel
Morderczy przyjaciel (ang. Man's Best Friend) – amerykański thriller z gatunku science fiction z 1993 roku oparty na scenariuszu i reżyserii Johna Lafii. Wyprodukowany przez New Line Cinema.
Premiera filmu miała miejsce 19 listopada 1993 roku w Stanach Zjednoczonych.

## Opis fabuły
Dziennikarka Lori Tanner (Ally Sheedy) dowiaduje się, że pewna firma prowadzi eksperymenty na zwierzętach. Włamuje się do laboratorium i zabiera z niego psa. Nie ma pojęcia, że czworonóg to twór inżynierii genetycznej, urodzony morderca, którego łagodność podtrzymywana jest w sztuczny sposób środkami farmakologicznymi.

## Obsada
- Ally Sheedy jako Lori Tanner
- Lance Henriksen jako doktor Jarret
- Robert Costanzo jako detektyw Frankie Kovacs
- Fredric Lehne jako Perry
- John Cassini jako detektyw Emilio Bendetti
- J.D. Daniels jako Rudy
- William Sanderson jako Ray
- Trula M. Marcus jako Annie
- Robin Frates jako Judy Sanders
- Frank Welker jako głos Maxa

i inni